# جوزيه أوغوستو دي ألميدا
جوزيه أوغوستو دي ألميدا ((بالإنجليزية: José Augusto de Almeida)؛ مواليد 13 أبريل 1937) لاعب ومدرب كرة قدم برتغالي سابق كان يجيد اللعب في مركز الجناح الأيمن.

## مسيرته الكروية
لعب جوزيه أوغوستو دي ألميدا خلال مسيرته الاحترافية مع ناديين في ستة عشر موسمًا وسجل خلالها 158 هدف ضمن 349 مباراة. حيث فاز في أربعة مواسم بالكأس وفي ثمانية مواسم بالدوري.
خاض جوزيه أوغوستو دي ألميدا مسيرته مع نادي بايرنسيه في موسم 1954–55 ليلعب معه خمسة مواسم، مشاركًا في 98 مباراة سجل خلالها 45 هدفًا. ثم انتقل إلى نادي بنفيكا في موسم 1959–60 ليلعب معه أحد عشر موسمًا، حيث شارك في 251 مباراة سجل خلالها 113 هدف.

## روابط خارجية
- جوزيه أوغوستو دي ألميدا على موقع الاتحاد الدولي (مؤرشف)  (الإنجليزية)
- جوزيه أوغوستو دي ألميدا على موقع الاتحاد الأوربي (الإنجليزية)
- جوزيه أوغوستو دي ألميدا على موقع قاعدة بيانات كرة القدم.إي يو (الإنجليزية)
- جوزيه أوغوستو دي ألميدا على موقع ناشيونال فوتبول تيمز (الإنجليزية)
- جوزيه أوغوستو دي ألميدا على موقع Soccerway.com (الإنجليزية)
- جوزيه أوغوستو دي ألميدا على موقع عالم كرة القدم.نت (الإنجليزية)